# Pachycephalosauria
Pachycephalosauria (/ˌpæk[invalid input: 'ɨ']ˌsɛfəl[invalid input: 'ɵ']ˈsɔːriə/, khủng long đầu vòm) là nhóm khủng long nằm trong nhánh khủng long hông chim. Các chi được nhiều người biết đến gồm Pachycephalosaurus, Stegoceras, Stygimoloch và Dracorex. Phần lớn chúng sống ở Bắc Mĩ và châu Á vào cuối kỉ Phấn trắng. Tất cả chúng đều đi bằng hai chân, có thể là loài ăn thực vật hoặc ăn tạp với một hộp sọ dày. Một số hóa thạch cho thấy vòm sọ tròn và dày đến vài inch, trong khi những hóa thạch khác hộp sọ thẳng hoặc hình nêm.

## Phân loại
- Họ Pachycephalosauridae
  - Acrotholus
  - Alaskacephale
  - Amtocephale[1]
  - Colepiocephale
  - Goyocephale
  - Foraminacephale
  - Gravitholus[2]
  - Hanssuesia
  - Homalocephale - có thể là dạng chưa trưởng thành của Prenocephale[2]
  - Prenocephale
  - Sinocephale[3]
  - Sphaerotholus[2]
  - Stegoceras (gồm cả Ornatotholus)
  - Texacephale[2]
  - Tylocephale
  - Wannanosaurus[2]
  - Tribe Pachycephalosaurini
    - Dracorex - có thể là dạng chưa trưởng thành của Pachycephalosaurus[4]
    - Pachycephalosaurus
    - Stygimoloch - có thể là dạng chưa trưởng thành của Pachycephalosaurus[4]
- Nomina dubia (tên bị nghi ngờ)
  - Ferganocephale